# 몸에 맞은 공

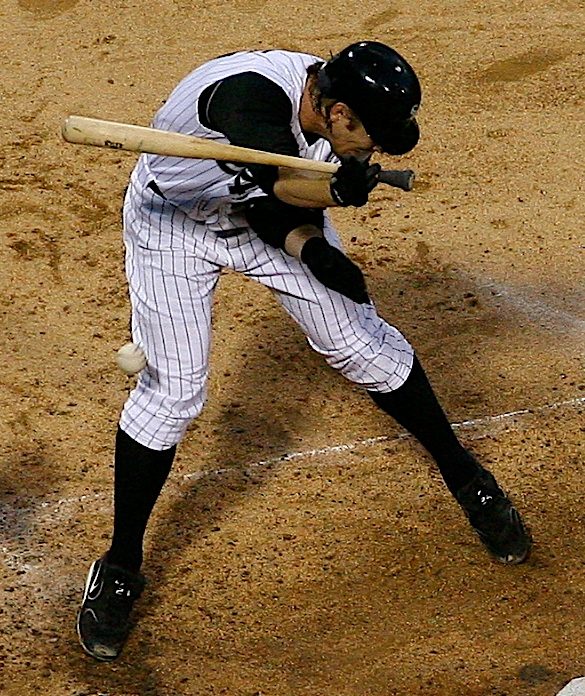
조 크리디가 타석에서 공에 맞은 직후의 모습

야구에서 몸에 맞은 공 혹은 사구(死球)는 투수가 던진 공이 타자의 몸 또는 옷에 닿는 경우를 말한다. 이때 타자가 피하려고 했거나 피할 수 없는 상황이라고 주심이 판단하면 볼 데드 상태가 되며, 타자는 주자가 되어 1루로 진루하고 각 누상에 있던 주자들은 한 베이스 더 진루하게 된다.
통산 세계기록 보유자는 대한민국의 최정이며, 현재도 기록이 적립되고 있다.

## 명칭
1990년대 이전까지는 대한민국에서 일본어식 영어 표현인 데드볼(일본어: デッドボール)이라는 표현을 매체에서 자주 사용하였으나 이후 몸에 맞은 공 또는 사구(한국 한자: 死球)라는 표현으로 점차 바뀌었다.
중국어로는 추셴치우(중국어: 觸身球 chùshēnqiú[*])라 하며, 영어로는 히트 바이 피치(영어: hit by pitch)이라고 부른다.
몸에 맞은 공 중에서도 투수가 고의적으로 타자의 머리를 향해 던지는 공을 특별히 빈볼(영어: bean ball)이라고 부른다.
볼넷과 몸에 맞은 볼을 함께 일컬어 사사구(四死球)라고 부르기도 한다.

## 규칙
야구 규칙 5.05⒜⑶과 5.05⒝에 의거하면, 다음과 같은 경우 타자는 주자가 되며 1루로 안전하게 진출할 수 있다.
- 투구가 스트라이크 존 바깥에서 타자에게 닿았고,
- 타자가 공을 피하려고 시도했거나 공을 피할 수 없는 상황에 있었으며,
- 타자가 공을 치려고 하지 않았을 경우에 해당한다.

이 모든 조건이 성립되면, 볼 데드 상태가 되며 각 누상에 있던 주자들은 한 베이스 더 진루하게 된다. 야구 규칙 5.06⒞⑴에 의하면 공이 타자의 신체에 접촉한 것 뿐만 아니라 타자의 옷에 접촉한 경우에도 볼 데드 상태로 인정된다.
단, 투수가 던진 공이 타자의 몸 또는 옷에 닿았더라도 타자가 배트를 휘둘렀을 경우 몸에 맞은 공으로 인정되지 않으며 해당 공은 스트라이크로 선언된다. 이때에는 볼 데드가 선언되며 주자들이 진루할 수 없다. 또, 타자가 투구를 피하지 않았다라고 판단되는 경우에는 몸에 맞은 공으로 인정되지 않고, 해당 투구가 바운드 없이 스트라이크 존을 통과했다면 스트라이크로, 바운드 여부에 상관없이 스트라이크 존에서 벗어났거나 바운드되어 스트라이크 존을 통과했다면 볼로 선언된다.
야구 규칙 5.05⒜⑶에 따르면, 투수가 던진 공이 바운드가 되더라도 타자의 몸이나 옷에 닿으면 몸에 맞은 공에 해당한다. 이때에도 마찬가지로 위에 언급된 세 가지의 조건을 충족할 경우 볼 데드 상태가 되며 각 누상의 주자들이 한 베이스 진루할 수 있게 된다.
몸에 맞은 공은 안타 수나 타수로 계산되지 않으나, 타석수나 출루 기록으로는 인정되므로 몸에 맞은 공을 기록한 직후 타율에는 변화가 없으나 출루율은 상승하게 된다. 또한 만루 상황에서 타자가 몸에 맞은 공을 기록할 경우 타자에게 타점을 부여한다. 몸에 맞은 공으로 규정된 투구는 볼로 기록되는데, 몸에 맞은 공의 정의 상 스트라이크 존의 바깥 쪽에 있고 타자가 휘두르지 않은 공이기 때문이다.
몸에 맞은 공을 기록한 타자에게 1루로 진출할 수 있도록 하는 규정은 1887년 처음 제정되었다.

## 기록

### 메이저 리그 베이스볼
메이저 리그 몸에 맞은 공 통산 1위 기록은 휴이 제닝스가 갖고 있으며, 1891년부터 1903년까지 활동하는 동안 몸에 맞은 공을 총 287번 기록했다. 현대에 들어서는 크레이그 비지오가 285회로 1위를 기록하고 있으며, 2위는 돈 베일러로 267회를 기록했다.
단일 시즌 몸에 맞은 공 최고 기록은 51회로, 휴이 제닝스가 1896년 기록했다. 현대로 범위를 좁히면 1971년 몬트리올 엑스포스의 론 헌트가 50회 기록하였다. 단일 경기 최고 기록은 3회로, 다수의 선수가 기록하였다.
몸에 맞은 공 통산 투수 기록으로는, 거스 웨잉(1887년부터 1901년까지 활동)의 277개가 최고 기록이다. 현대에는 미국 야구 명예의 전당에 입성한 월터 존슨이 통산 205개로 기록을 보유하고 있다. 단일 시즌 최고 기록으로는 1891년 필 넬의 54개이고, 단일 경기 최고 기록으로는 에드 너프와 존 그림스가 6개를 기록한 것이다.
두 명의 투수가 타자에게 몸에 맞은 공을 허용하는 바람에 노히터가 무산된 적이 있었다. 후크 윌츠와 맥스 슈어저가 그 주인공으로, 몸에 맞은 공을 허용한 이후로 노히터가 무산되었다. 
포스트시즌 통산 몸에 맞은 공 기록은 그레그 매덕스와 팀 웨이크필드가 9번 허용하였고, 셰인 빅토리노가 11번 몸에 맞은 공을 기록하였다.

### KBO 리그
KBO 리그 통산 몸에 맞은 공 1위 기록은 최정으로, 2005년부터 현재까지 348회의 몸에 맞은 공을 기록하였다. 특히 2021년 8월 18일 문학 대 NC 다이노스전에서 3번 타자 겸 3루수로 출전해 6회말 드류 루친스키에게서 몸에 맞은 공을 기록해 통산 288사구를 기록하며 몸에 맞은 공 세계 신기록을 세우기도 했다. 즉, 이후의 기록은 곧 통산 몸에 맞은 공 세계기록이 됨을 의미하게 되었다.
단일 시즌 최다 몸에 맞은 공 기록은 1999년 현대 유니콘스의 박종호가 가지고 있으며 이 해 31개의 몸에 맞은 공을 기록하였다. 단일 경기 최다 몸에 맞은 공 기록으로는 4회로, 이만수가 기록을 보유하고 있다. 한 이닝 몸에 맞은 공 최다 기록은 2번으로, 김동기와 이성열, 나지완이 기록하였다.
통산 최다 몸에 맞은 공 허용 기록은 189회로, 1989년부터 2005년까지 활동한 이강철이 기록을 보유하고 있다.

## 위험성
1920년 8월 16일 메이저 리그 경기에서 투수였던 칼 메이스가 던진 공이 타자 레이 채프먼의 머리를 맞추는 일이 발생했는데, 채프먼은 이 사고 이후 다음날인 8월 17일 두개골 골절로 사망하였다. 이는 처음이자 마지막으로 몸에 맞은 공으로 인해 타자가 사망한 사건이었다.
보호구인 타자용 헬멧을 착용했다고 하더라도 부상으로부터 자유로울 수 없다. 1967년 8월 18일 메이저 리그에서 당시 보스턴 레드삭스 소속이었던 토니 코니글리아로가 상대 투수의 공에 왼쪽 관자놀이 쪽을 강타당하는 사건이 발생했다. 그는 망막 손상으로 인해 거의 실명에 이를 뻔 했고, 사고 이후에도 커리어를 정상적으로 이어나가지 못했다. 이 사건 이후로 타자용 헬멧의 귀 보호대 착용이 의무화되었다. 그러나 이 이후에도 귀 보호대가 없는 헬멧을 착용하는 선수들이 여럿 있었고, 2002년이 되어서야 모든 메이저 리그 타자들이 귀 보호대가 장착된 헬멧을 착용했다.
이 이외에도 몸에 맞은 공은 손가락이나 손등, 갈비뼈, 발, 서혜부 쪽에 부상을 유발할 수 있다.

## 법리적 해석
투수가 타자의 몸쪽 가까이 던지는 전술은 야구 규칙에서 어긋나지 않고 야구라는 스포츠가 그 자체로 위험성을 내포하고 있기 때문에 법원에서는 설사 몸에 맞은 공으로 인해 부상을 입더라도 소송을 청구할 수 없다는 입장을 취하고 있다. 실제 사례로는 2006년 4월 6일 미국 대학 팀간의 경기에서 몸에 맞은 공으로 인해 벌어진 소송에서 캘리포니아 최고 법원은 고의적으로 몸에 맞은 공을 던졌다 하더라도 야구 자체가 그런 위험성을 지닌 스포츠이므로 법적으로 처벌할 수 없다는 판결을 냈다.

## 같이 보기
- 볼넷
- 볼데드